# Historia de Irak
Este artículo incluye una descripción de la prehistoria al presente en la región del estado actual de Irak en Mesopotamia.

## Antigua Mesopotamia
La antigua Mesopotamia fue tan imprescindible como misteriosa. La historia nació allí. En el cuarto milenio antes de Cristo surgió la civilización de Sumer entre los ríos Tigris y Éufrates, lo que hoy son las áreas no desérticas del actual Irak y la zona limítrofe del noreste de Siria. Unos de los primeros asentamientos humanos más conocidos y antiguos se encuentran en lo que hoy se conoce como Irak, se extiende a las zonas fértiles contiguas a la franja entre los 2 ríos y coincide aproximadamente con las áreas no desérticas del actual Irak y la zona limítrofe del noreste de Siria. El punto de cruce de estos dos ejes es la cuna de la primera civilización conocida. Viviendas, templos, utensilios y cerámica encontrados en diversos sitios datan del quinto milenio antes de Cristo. Los nombres de ciudades como Ur o Nippur, de héroes legendarios como Gilgameš, del Código Hammurabi, de los asombrosos edificios conocidos como Zigurats provienen de la Mesopotamia Antigua. Al igual que episodios mencionados en la Biblia o en la Torá como el Jardín del Eden, los del diluvio o la pérdida de idiomas de la Torre de Babel ocurrieron en esta zona.
La historia escrita (el antiguo nombre de Irak, especialmente la zona comprendida entre el Tigris y el Éufrates) se inicia con los sumerios, que para el cuarto milenio antes de Cristo se había establecido como ciudad-estado. Registros y cuentas en tablillas de arcilla demuestran que tenían una compleja organización económica antes de 3200 a. C. El reino de Sumer fue impugnado por el rey Sargón de Akkad (circa 2350 a. C.), seguida de la cultura sumerio-acadio que continuó en Erech (Tall al-Warka) y Ur (Tall al-Muqayyar) hasta que fue reemplazado por los amorreos y babilonios ( alrededor de 1900 a. C.), con su capital en Babilonia. 

### Babilonia, Mitani y Asiria
La cúspide cultural de la historia de Babilonia está representada por Hammurabi (c.1750- alrededor 1792 a. C.), quien compiló un célebre código de leyes. Tras el colapso de la civilización sumeria, Hammurabi venció a los príncipes rivales y fundó un reino alrededor del 1700 a. C. Durante su gobierno, Babilonia se convirtió en el principal centro de comercio de Oriente Próximo. Extendió su imperio hacia el norte a través de los valles de los ríos Tigris y Éufrates.
Entre los años 1813 y 1780 a. C., Asiria alcanzó la categoría de imperio. Fue el primer Imperio asirio, de la mano del rey Shamshi-Adad I hasta que en el año 1760 a. C., Hammurabi de Babilonia derrotó y conquistó a los asirios. 
El siglo XVI a. C. fue un periodo de invasiones y gran confusión por toda Mesopotamia. Asiria se vio bajo el control de unos y otros invasores (los mitani y los hititas sobre todo), hasta el siglo XIV en que el rey asirio Ashur-uballit I se liberó de sus opresores e incluso llegó a agrandar los límites de sus tierras. Los sucesores de este rey ampliaron más las fronteras y supieron enfrentarse a los pueblos de alrededor.
Después de que Babilonia fue destruida por los hititas alrededor de 1550 a. C., los hurritas fundaron el reino de Mitani en el norte por unos 200 años, y los casitas gobernó durante unos 400 años en el sur.
De Assur, su bastión en el norte, los asirios invadieron Mesopotamia alrededor del año 1350 a. C. y establecieron su capital en Nínive. La supremacía asiria fue interrumpida durante siglos XI y X a. C. por los arameos, cuya lengua aramea, se convirtió en el lenguaje común en la zona oriental del Mediterráneo para ese tiempo.

### Caldea
Caldea es el nombre con que se conoció en la Antigüedad la región situada en la media Mesopotamia, al establecerse en ella los caldeos. Posteriormente esta denominación se extendió a toda la región de Babilonia, pero solo debe llamarse Caldea a la zona extrema sudoriental de la parte meridional de la cuenca del Éufrates y el Tigris, próximo a los desiertos de Arabia.
El término 'caldea' proviene del latín Chaldaeus, y este a su vez del griego antiguo Χαλδαῖος, y este, finalmente, del acadio kaldû.
Durante un período de debilidad en el reino de Babilonia de las tribus semíticas orientales, llegaron a la región desde el Levante entre los siglos XI y IX a. C. migrantes de nuevas tribus semíticas occidentales. Las primeras oleadas estaban formadas por suteanos y arameos, seguidos un siglo más tarde por los kaldu, grupo que más tarde se conocería como caldeos o caldeos. Estas migraciones no afectaron al poderoso reino e imperio de Asiria en Alta Mesopotamia, que repelió estas incursiones.

### Nabucodonosor II

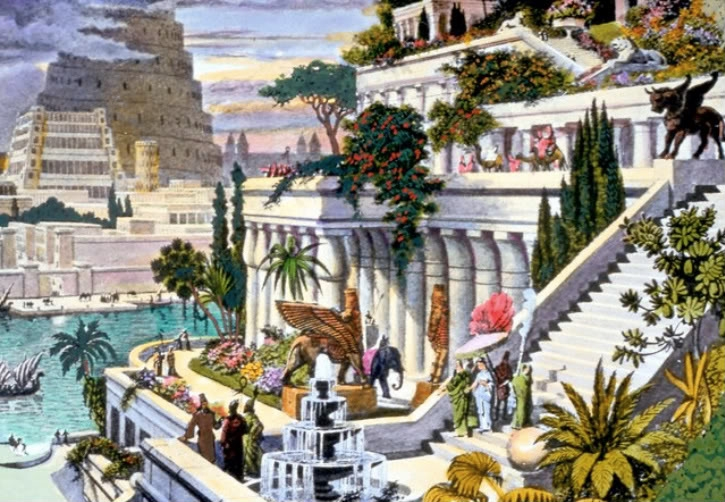
Una pintura del de los Jardines Colgantes de Babilonia. Al fondo puede distinguirse la Torre de Babel.

La hegemonía asiria fue finalmente aplastada por los caldeos babilonios o neobabilonios, quienes aliados con los medos de Persia, destruyeron Nínive en el 612 antes de Cristo. Nabucodonosor II (rc 605 - c.560 a. C.), reconstruyó la ciudad-estado de Babilonia. Nabucodonosor II (hijo de Nabopolasar) heredó el Imperio de Babilonia, al que añadió territorios, y reconstruyó la ciudad de Babilonia.
En el siglo VI a. C., Nabucodonosor II conquistó Jerusalén. El Templo de Salomón fue saqueado, el rey Joaquim y parte de la población fueron deportados a Babilonia. A Nabucodonosor II se acredita la construcción de los legendarios jardines colgantes de Babilonia, una de las Siete Maravillas del Mundo.

## Dominación persa
En el año 537 a. C., Babilonia cae ante los persas, bajo Ciro el Grande de la dinastía aqueménida. Bajo su hijo Cambises II, el Imperio Persa se extendía desde el río Oxus (Amu Darya) Río hasta el Mediterráneo, con su centro en Mesopotamia. Su poder, a su vez, fue impugnado por los griegos. Liderados por el conquistador macedonio Alejandro Magno, derrotó a los persas en 327 a. C., y penetró en tierras persas. Los seléucidas, sucesores de Alejandro en Siria, Mesopotamia y Persia, construyeron su capital, Seleucia, a orillas del Tigris, al sur de Bagdad. Tuvieron que ceder el poder a los partos, que conquistaron Mesopotamia en el año 138 a. C.

## Conquista árabe y período islámico temprano

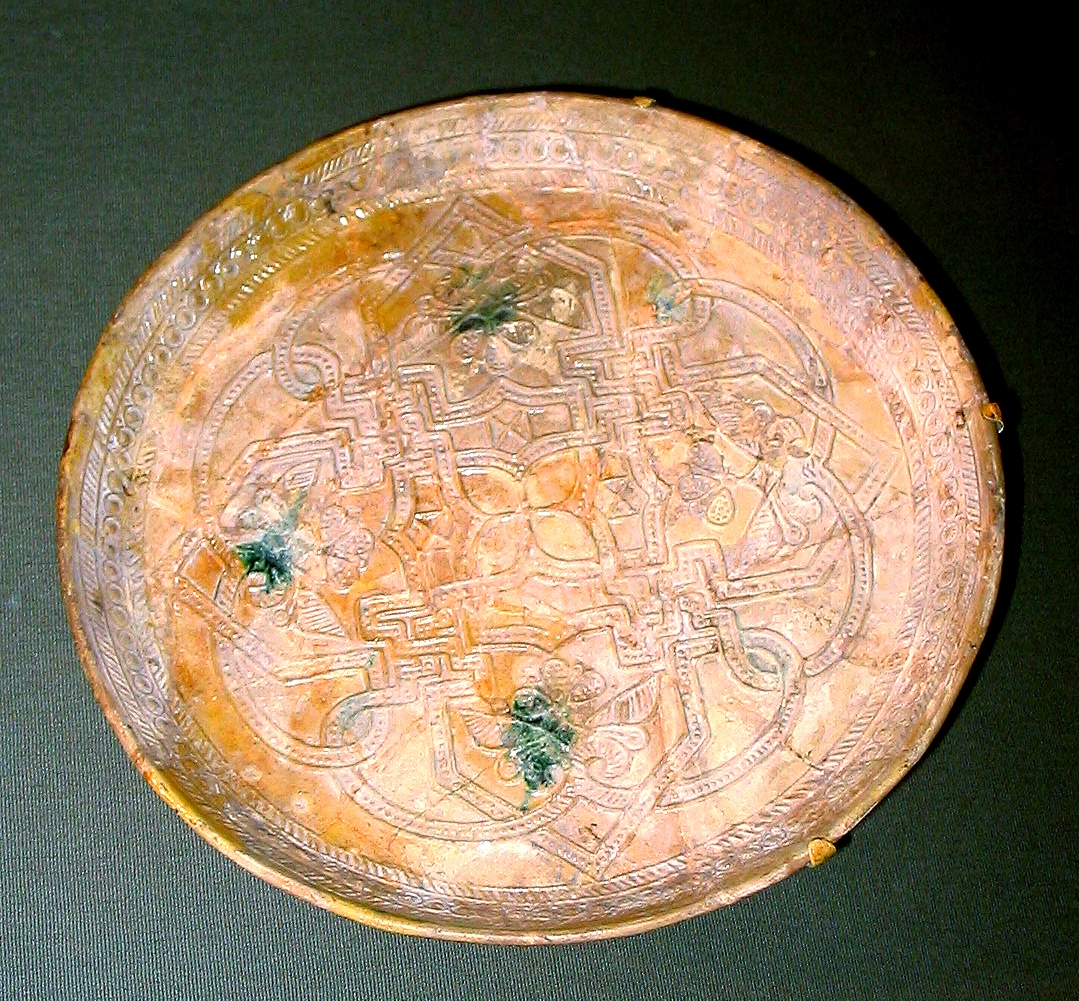
Esta cazuela de barro se hizo en el, Irak.

Los musulmanes conquistaron Irak en el siglo VII después de Cristo. 
- Batalla de al-Qadisiyya (636)
- Batalla del Camello (656)
- Batalla de Kerbala (680)

En el siglo VIII, el califato abasida estableció su capital en Bagdad, ciudad que luego se convertiría en un puesto fronterizo del Imperio otomano.
- Batalla del Gran Zab (750)

## Irak otomano
A finales del siglo XIV y principios del XV, la federación Kara Koyunlu gobernó el área que hoy se conoce como Irak. En 1466, los Ak Koyunlu derrotaron a los Kara Koyunlu y toman el control. En el siglo XVI, la mayor parte del territorio estuvo bajo el control del Imperio otomano. A lo largo de la mayor parte del período de dominación otomana (1533-1918) el territorio de la actual Irak fue zona de batalla entre los imperios rivales regionales y las alianzas tribales. La dinastía Safavid de Irán afirmó brevemente su hegemonía sobre Irak en los períodos de 1508-1533 y 1622-1638. Durante los años 1747-1831 Irak era gobernado por oficiales Mamelucos de origen georgiano que obtuvieron la autonomía de la Sublime Puerta y presentaron un programa de modernización de la economía y del sistema militar. En 1831, los otomanos lograron derrocar al régimen mameluco e impusieron su control directo sobre Irak.

## Monarquía y república
A finales de la Primera Guerra Mundial Irak pasó a ser un territorio bajo mandato británico, a cuya cabeza se colocó, como en Transjordania, a un miembro de la familia hachemí, en este caso a Faysal I, hermano del monarca transjordano. Inicialmente Irak contaba con las provincias otomanas de Basora y Bagdad, pero al conocerse la importancia de los yacimientos petrolíferos de la provincia de Mosul, los británicos la adjuntaron a la nueva nación.
Al acceder a la independencia en 1932 Irak siguió siendo una monarquía constitucional. Aunque el Reino de Irak fue admitida en la Sociedad de Naciones como una nación soberana, la presencia militar británica y el desventajoso acuerdo anglo-iraquí de venta de petróleo generó descontento en la población, especialmente en los nacionalistas árabes representados por Rashid Ali.
En 1941, en plena Segunda Guerra Mundial, Rashi Ali, en aquel entonces primer ministro, encabezó un golpe de Estado con apoyo de la Alemania Nazi. El Reino Unido respondió invadiendo el país y restaurando al Regente 'Abd al-Ilah.

### Monarquía iraquí
En 1945 Irak se unió a la Organización de las Naciones Unidas y se convirtió en miembro fundador de la Liga Árabe. En 1956 el Pacto de Bagdad convirtió a Irak, Turquía, Irán, Pakistán y el Reino Unido en aliados, y estableció su sede central en Bagdad.

### República de Irak
El general Abdul Karim Qasim tomó el poder en un golpe de Estado en julio de 1958. Durante el mismo fueron muertos el rey Faysal II y el primer ministro Nuri as-Said. El nuevo gobierno, encabezado por Qasim, pronto emprende importantes reformas; el 27 de julio de ese mismo año se promulga una nueva Constitución provisional, en la que se define a Irak como “República independiente plenamente soberana” y que considera a “árabes y kurdos compañeros en esa patria y con sus derechos tradicionales dentro de la unidad de Irak” Se emprenden importantes reformas que afectan a la propiedad de la tierra y a mejoras en sanidad y educación. En el ámbito internacional, se denuncia el Pacto de Bagdad, se alcanzan importantes acuerdos estratégicos con la URSS y se define el alineamiento antioccidental. A pesar de la aparente sintonía ideológica, las relaciones con la República Árabe Unida presidida por Gamal Abdel Nasser son malas; se producen algunos levantamientos contra Qasim e incluso un atentado contra su propia persona (en el que participa un muy joven Sadam Huseín), detrás de los cuales parecía estar la mano de Nasser. Debilitado también en el interior como consecuencia del fin del apoyo del Partido Comunista (que son duramente reprimidos desde finales del 59), Qasim no tiene más remedio que desarrollar una leve apertura del régimen, con la aceptación de otros grupos políticos; sin embargo, este acercamiento será insuficiente para lograr una paz social en Irak, ya que los kurdos, molestos por la fuerte política de arabización a la que son sometidos por el gobierno de Qasim, se sublevan en septiembre de 1961, iniciándose así una guerra civil. En este contexto los baazistas van cobrando protagonismo.
En febrero de 1963 Qasim fue asesinado y el Partido Socialista Árabe Baaz (Partido Ba'ath) tomó el poder bajo el liderato del general Ahmad Hasan al-Bakr como primer ministro y el coronel Abdul Salam Arif como presidente.
Nueve meses más tarde Arif lideró un golpe de Estado que derrocó al gobierno Ba'ath, iniciando una etapa de clara influencia nasserista. En abril de 1966 Arif murió al estrellarse su avión y fue reemplazado por su hermano, el general Abdul Rahman Mohammad Arif. El 17 de julio de 1968 un grupo de individuos del partido Ba'ath, junto con elementos de las fuerzas militares, derrocó el régimen de Arif. Ahmed Hassan al-Bakr reapareció como presidente de Irak y del Consejo del Comando de la Revolución (CCR).
El 2 de junio de 1972 fue nacionalizada la compañía de mayoritario capital británico Iraq Petroleum Company que hasta entonces había gestionado los ricos yacimientos petrolíferos del país. Este hecho, que sucedió poco después de que en 1971 Irak hubiera abanderado la revuelta de los países productores frente a las grandes compañías, convulsionó el mercado, propició otras nacionalizaciones, abriendo el camino al órdago de 1973

## Dictadura de Sadam Huseín
En julio de 1979 Bakr renunció, y el sucesor que eligió, Sadam Huseín, asumió ambos cargos, iniciando una etapa en la que de nuevo el Partido Baaz asumiría el gobierno, esta vez ininterrumpidamente hasta la invasión de Irak en 2003. 
La guerra entre Irán e Irak duró desde 1980 hasta 1988 y devastó la economía de Irak. Con esta guerra Irak quiso recuperar unos territorios que le habían pertenecido y que fueron anexionados a Irán por el Imperio británico, reduciendo su salida al mar. Además se puede considerar también una guerra casi impuesta por Estados Unidos y sus aliados occidentales, ante el miedo a la Revolución Islámica de Irán y la expansión de sus ideas hacia Irak y otros países árabes petroleros del Golfo Pérsico. Este miedo era compartido también por el gobierno baathista iraquí y otros países árabes de la región. El país declaró su victoria en 1988 pero, en realidad, solamente logró una fatigada vuelta al statu quo previo a la guerra. La guerra legó a Irak las instalaciones militares más importantes de la región del Golfo, pero también dejó tras sí deudas enormes y una continua rebelión de los kurdos en las montañas del norte. El gobierno reprimió supuestamente la rebelión usando armas químicas contra la población civil, inclusive un ataque masivo con armas químicas contra la ciudad kurda de Halabja que mató a varios miles de habitantes.

### Invasión de Kuwait y guerra del Golfo
Irak invadió Kuwait en agosto de 1990, pero una coalición liderada por Estados Unidos, obrando de acuerdo con resoluciones de la ONU, expulsó a Irak de Kuwait en febrero de 1991, en la denominada guerra del Golfo.

### Irak bajo sanción de la ONU
La destrucción de centrales hidroeléctricas y de otro tipo provocó la aparición de epidemias de gastroenteritis, cólera y tifus al impedir el funcionamiento de las plantas de tratamiento de agua potable y de aguas residuales. Como resultado, 100.000 civiles se vieron indirectamente afectados, mientras que la tasa de mortalidad infantil se duplicó. La Organización Mundial de la Salud (OMS) registró un fuerte aumento de los casos de cólera y fiebre tifoidea en la década de 1990. El informe de una misión de la ONU, encabezada por el subsecretario Martti Ahtisaari, enviada en marzo de 1991 para evaluar las necesidades humanitarias de Irak, describía el estado del país como "casi apocalíptico".
Otro informe de la ONU, de 1999, subraya los efectos a largo plazo de esta campaña de bombardeos, que destruyó la mayor parte de las infraestructuras necesarias para la supervivencia de la sociedad (agua, electricidad, hospitales, etc.). Según el informe, la tasa de mortalidad en el parto pasó de 50 por 100 000 en 1989 a 117 en 1997, mientras que la tasa de mortalidad infantil (entendida como los niños menores de 5 años) aumentó durante el mismo periodo de 30 por 1000 a más de 97 por 1000; entre 1990 y 1994 se multiplicó por 62. Antes de la guerra, en 1990, Irak producía unos 8900 millones de vatios; en 1999, esta cifra se había reducido a 3500. Esta drástica reducción se debe tanto a los bombardeos aéreos como a las sanciones económicas aplicadas posteriormente. La principal dificultad reside en distinguir entre las muertes indirectas causadas por los bombardeos y las causadas por las sanciones, que impidieron la reconstrucción del país.
Después de la guerra las sanciones por mandato de la ONU, basadas en las resoluciones del Consejo de Seguridad, exigían que el régimen entregara sus armas de destrucción masiva y cancelara su programa de reconstrucción nuclear y se sometiera a las inspecciones de la ONU. El gobierno iraquí cooperó con los inspectores de la ONU y destruyó sus arsenales. Sin embargo, hacia 1998 el gobierno iraquí acusó a los inspectores (personal de la ONU, pero en su mayoría australianos y británicos) de ser espías norteamericanos y no permitió la continuación de su labor. Qué de hecho ya había casi destruido todo el arsenal de armamento no convencional que había en el país. 
Según el programa de la ONU, Petróleo por Alimentos, a Irak se le permitía exportar cantidades ilimitadas de petróleo para comprar alimentos, medicinas y equipos de ayuda humanitaria e infraestructura de apoyo necesarios para mantener a la población civil. La ONU, encargada de comprobar el funcionamiento del embargo, incumplió sus deberes, descubriéndose recientemente una trama de corrupción entre sus funcionarios y las empresas inspeccionadas, por el cual se recibieron sobornos y el presidente iraquí destinó supuestamente el dinero de la venta del petróleo a su enriquecimiento.
Durante los 90' Estados Unidos y el Reino Unido realizaron varias operaciones de ataque en virtud de las resoluciones de la ONU respecto a la restricción de vuelo de la aviación iraquí s en el sur y el norte de Irak para proteger a la población kurda y chií de un ataque del gobierno iraquí y veda de tránsito de vehículos en el sur de Irak para prevenir que el gobierno baathista concentrara tropas con el fin de amenazar o invadir de nuevo Kuwait.

## Guerra de Irak

### Invasión de Irak en 2003
El 19 de marzo de 2003, Estados Unidos apoyado por una coalición integrada por el Reino Unido, Australia, Polonia, Italia, España, Filipinas, El Salvador, Kazajistán y República Dominicana, inició la invasión sin apoyo de la ONU, con numerosos gobiernos de países de todo el mundo en contra, y con la opinión pública mundial también en contra (incluyendo los propios ciudadanos de Estados Unidos, España y Gran Bretaña).
Tras una rápida campaña de tres semanas, la coalición llegó a una ciudad de Bagdad, que cayó en el caos a causa del vacío de poder que se produjo con el derrocamiento del gobierno soberano de Irak. El gobierno de Sadam Huseín dejó de existir el 9 de abril de 2003.

### Post-invasión
El 13 de diciembre de 2003 Sadam Huseín fue capturado por soldados invasores con la ayuda de iraquíes colaboracionistas. Posteriormente se realizaron elecciones para aprobar una nueva constitución para dar legitimidad al nuevo gobierno y para elegir un nuevo presidente. Lo cierto es que desde el inicio de la invasión el país sufre un constante clima de inestabilidad política y social, sufriendo varios atentados casi diarios realizados por grupos tribales y sectarios descontrolados o, con mayor frecuencia, ataques de guerrilla convencionales, de aquellos que rechazan la permanencia de las tropas de ocupación en el territorio, así como también el constante enfrentamiento entre chiitas y sunítas, que, a partir de febrero de 2006, se recrudeció hasta estar al borde de la guerra civil. Enfrentamiento que
va acompañado también de enfrentamientos por el poder entre distintas facciones chiíes. Además de los enfrentamientos con los iraquíes reclutados por los islamistas wahabies de Al Qaeda que quieren hacerse fuertes en el país para evitar que lo controle Estados Unidos o los chiíes. Pero con ninguna o pocas probabilidades de llegar al poder. 
A pesar de que los estadounidenses decretaron el cese de las operaciones militares bélicas en mayo de 2003, pensando que ya tenían el país controlado y que ganar la guerra sería fácil, el ejército ocupante ha hecho frente a una complicada y devastadora guerra de guerrillas por parte de la Resistencia iraquí, formada por milicias y grupos guerrilleros de diferentes tipos (nacionalistas baathistas o no baathistas, comunistas marxistas, islamistas suníes con o sin relación con Al Qaeda, islamistas chiíes con o sin relación con los chiíes de Irán...) 
Varios países han comenzado la repatriación de sus tropas, al darse cuenta de la peligrosidad de la situación del país, el alto coste del mantenimiento de las tropas, la imposibilidad de ganar la guerra, y el propio sinsentido de la mayoría de sus argumentos iniciales.
Estados Unidos y Gran Bretaña, además, se han visto salpicados por el escándalo de las torturas en la cárcel de Abu Ghraib o las palizas de soldados británicos a jóvenes iraquíes. Y también de crímenes de guerra por la muerte de cientos de miles de civiles iraquíes atrapados en los combates y bombardeos de la guerra; en la pequeña guerra civil provocada por las divisiones étnicas, tribales y sectarias; y el empeoramiento general de las condiciones de vida desde que se inició la invasión.